# Arabische Liga
De Arabische Liga (Arabisch: جامعة الدول العربية) is een intergouvernementele organisatie van 22 Arabische landen die in 1945 werd opgericht om samenwerking tussen de lidstaten te bevorderen en de gemeenschappelijke belangen te behartigen. Het hoofdkantoor van de Arabische Liga is gevestigd in Caïro, de hoofdstad van Egypte.

## Geschiedenis

### Achtergrond
Vanaf het einde van de 19de eeuw raakten de ideeën van het nationalisme en het socialisme verspreid in het Midden-Oosten. De verzwakking van het Ottomaanse rijk, gepaard met een versterkte Europese koloniale aanwezigheid, gaf aanleiding tot een Arabisch bewustzijn. Bepalende momenten waren onder meer de Balfour-verklaring van 1917 waarin de Britse regering haar steun toezegde aan het zionisme; de ontbinding van het Ottomaanse rijk en de stichting van de Republiek Turkije in 1923; de consolidatie van Arabische prinsdommen door het Huis van Saoed in 1932; de onafhankelijkheid van Irak in hetzelfde jaar; de Franse terugtrekking uit Libanon (1943) en Syrië (1946); en de formele machtsoverdracht van de Britten in Jordanië (1946). Egypte was in naam onafhankelijk geworden in 1922. Deze landen beschouwden zich als de kern van de Arabische wereld en trachtten de Arabische nationale beweging te leiden en Arabische eenheid te bevorderen.

### Oprichting
De Arabische Liga werd opgericht in Caïro op 22 maart 1945. De oorspronkelijke leden waren Egypte, Irak, Transjordanië (in 1946 hernoemd tot Jordanië), Libanon, Saoedi-Arabië en Syrië. Op 5 mei van dat jaar trad ook Noord-Jemen toe. Het oorspronkelijke doel van de Liga was het verstevigen en coördineren van politieke, economische en sociale programma's voor alle leden van de Liga en het bemiddelen bij conflicten tussen de leden onderling en tussen leden en derde partijen.
Sinds 13 april 1950 heeft de Liga ook een coördinerende rol in defensieve militaire operaties. Vanaf haar oprichting stelde de Liga zich zeer afwijzend op tegenover Israël. De Arabische Liga heeft daarnaast in het verleden een belangrijke rol gespeeld binnen het onderwijs. Zo wilde ze het analfabetisme bestrijden. Ook bemoeide ze zich met het welzijn van kinderen en het verbeteren van de positie van vrouwen binnen de Arabische wereld.

### Conflicten
Toen Egypte in 1978 de Camp-David-akkoorden sloot met Israël - en dus toenadering zocht tot Israël - werd Egypte geroyeerd en werd het hoofdkantoor van de Liga uit de Egyptische hoofdstad Caïro overgeplaatst naar Tunis. In 1987 werden de diplomatieke banden met Egypte hersteld, en in 1989 werd Egypte weer als lid toegelaten. Het hoofdkantoor werd vervolgens weer verplaatst naar Caïro (in 1989). Ook nu nog zijn veel landen van de Arabische Liga tegenstander van het bestaan van de staat Israël. Zes leden van de Arabische Liga onderhouden inmiddels diplomatieke relaties met Israël: naast Egypte en Jordanië sinds 2020 ook Bahrein, de Verenigde Arabische Emiraten, Marokko en Soedan. Sommige andere landen onderhouden betrekkingen op een lager niveau. Na de val van het bewind van Moebarak in Egypte in 2011 bekoelde de relatie tussen Egypte en Israël.
In juni 1976 stuurde de Arabische Liga een vredesmacht naar Libanon. In de jaren tachtig probeerde ze tijdens de Libanese Burgeroorlog te bemiddelen tussen de strijdende partijen.
Sinds 27 november 2011 probeert de liga samen met de Verenigde Naties een oplossing te vinden in het conflict in Syrië tijdens de opstand tegen president Bashar al-Assad.
Op 17 november 2012 heeft de Arabische Liga zich, na topoverleg in Caïro, uitgesproken tegen de 'agressie' van Israël in het gewapende conflict dat in diezelfde maand weer oplaaide tussen Israël en de Palestijnen in de Gazastrook. De Arabische Liga kondigde een missie aan om de solidariteit jegens de Palestijnse bevolking uit te spreken en om te bemiddelen in een staakt-het-vuren tussen beide partijen.
Tijdens de Syrische Burgeroorlog werd het land met ingang van 16 november 2011 geschorst als lid, maar op 7 mei 2023 opnieuw verwelkomd.

### Economische integratie
Georganiseerde economische samenwerking in de Arabische Liga begon met het Verdrag voor Gezamenlijke Defensie en Economische Samenwerking uit 1950. Bij dit Verdrag ontstond in 1953 de Economische Raad (vanaf 1980 herdoopt in Economische en Sociale Raad). Die nam in 1957 het Economisch Eenheidsakkoord aan en richtte daarmee de Economische Raad van de Liga op, hoewel de eerste bijeenkomsten pas vanaf 1964 plaatsvonden. Het Economisch Eenheidsakkoord streeft naar een volledige economische unie maar voorziet ook in minder ambitieuze samenwerkingsvormen zoals een douane-unie en geharmoniseerde douanerechten. Er is echter geen arbitragehof en de Raad kan alleen bij tweederdemeerderheid maatregelen nemen. Op dit moment (2017) lijkt het Economisch Eenheidsakkoord in het beste geval bevroren.
In februari 1978 nam de Economische Raad het Akkoord ter Bevordering en Ontwikkeling van Handel tussen Arabische Landen aan, vooral als hulpmiddel bij het organiseren van douaneformaliteiten. Het Akkoord schafte de douanerechten af voor een beperkt aantal goederen, waaronder landbouwproducten en grondstoffen, en bevat ook clausules over non-tarifaire handelsbarrières. Door de vele opties voor lidstaten om al dan niet aan een maatregel deel te nemen, bleef dit een beperkte en stuksgewijze inspanning.
In 1998 ging de Greater Arab Free Trade Area (GAFTA, niet te verwarren met de Grain and Feed Trade Association) van start tussen 14 van de 17 lidstaten. Hoewel beloftevol, kan het beperkte succes van deze organisatie afgemeten worden aan het aandeel van de interne handel in de totale export van de lidstaten, dat nauwelijks steeg van 8,2% in 1998 tot 8,5% in 2007.

## Doelen
Op dit moment zijn de belangrijkste doelen voor de Liga als volgt omschreven:
Het verstevigen van de relatie tussen Arabische landen, zorg voor de onafhankelijkheid van Arabische landen, het gemeenschappelijke goed dienen van alle Arabische landen, het verzekeren van betere condities voor alle Arabische landen, de toekomst van alle Arabische landen garanderen en de hoop en verwachtingen van alle Arabische landen ten uitvoer brengen.
Dit kwam en komt neer op de bevrijding van Arabische/islamitische landen van westerse overheersing (vele van de oprichtende staten hadden aan de vooravond van de naoorlogse dekolonisatie nog te maken met Brits of Frans bestuur) en bevordering van de 'Arabische eenheid'.
Een doel in het verleden was het voorkomen van de oprichting van een Joodse staat in het Brits Mandaatgebied Palestina. Na de oprichting van de staat Israël in 1948 verschoof het doel naar de bestrijding van Israël. 

## Secretarissen-generaal
- Abdul Rahman Azzam (1945-1952) (Egypte)
- Abdul Khalek Hassouna (1952-1972) (Egypte)
- Mahmoud Riad (1972-1979) (Egypte)
- Chedli Klibi (1979-1990) (Tunesië)
- Ahmed Asmat Abdel-Meguid (1991-2001) (Egypte)
- Amr Moussa (2001-2011) (Egypte)
- Nabil Elaraby (2011-2016) (Egypte)
- Ahmed Aboul Gheit (2016-heden) (Egypte)

## Lidstaten
De Arabische Liga heeft 22 lidstaten. Dit zijn, naar hun jaar van toetreding:

Landen van de Arabische Liga naar jaar van toetreden.

- Egypte (1945–1978, 1989–)
- Irak (1945)
- Noord-Jemen (1945–1990)[8]
- Jordanië (1945)
- Libanon (1945)
- Saoedi-Arabië (1945)
- Syrië (1945-2011,2023)[5]
- Libië (1953)
- Soedan (1956)
- Tunesië (1958)
- Marokko (1958)
- Koeweit (1961)
- Algerije (1962)
- Zuid-Jemen (1967–1990)[8]
- Bahrein (1971)
- Oman (1971)
- Qatar (1971)
- Verenigde Arabische Emiraten (1971)
- Mauritanië (1973)
- Somalië (1974)
- Palestina (1976)
- Djibouti (1977)
- Jemen (1990)[8]
- Comoren (1993)

### Potentiële lidstaten
- Eritrea
- Malta
- Tsjaad
- Zuid-Soedan

### Waarnemende staten
- Armenië
- Brazilië
- Tsjaad
- Eritrea
- Griekenland
- India
- Venezuela